# Шикли, Амихай
Амиха́й Ши́кли (ивр. עַמִּיחַי שִׁיקְלִי‎, род. 12 сентября 1981, Иерусалим) — израильский политический и государственный деятель, министр по делам диаспоры и министр по вопросам социального равенства. Депутат кнессета 24-го созыва в составе партии «Ямина» и в кнессета 25-го созыва в составе партии «Ликуд».

## Биография
Амихай Шикли родился в Иерусалиме в 1981 году в семье выходцев из Туниса. Он сын раввина Эйтана Шикли и художницы Камиллы Шикли. После окончания средней школы он год жил в кибуце «Мааян-Барух» на севере Израиля и прошел курс обучения в Институте социального лидерства.
В Армии обороны Израиля служил в бригаде Голани и в части специального назначения Шайетет 13 Военно-морских сил Израиля. Получил степень бакалавра в области безопасности и изучения Ближнего Востока в Академии тактического командования. Впоследствии был назначен командиром роты в подразделении Эгоз. После демобилизации учился в Тель-Авивском университете, получил степень магистра по специальности «Дипломатия и безопасность». Во время учебы Амихай Шикли основал Академию социального лидерства «Тавор» в Нацрат-Илит.

## Политическая деятельность
Придя в политику, Амихай Шикли занял девятое место в списке партии «Новые правые» на выборах в Кнессет 21 созыва. Но на выборах, состоявшихся в апреле 2019 года, партии «Новые правые» не удалось получить ни одного места в парламенте. Перед выборами 2021 года Шикли занял пятое место в списке партии Ямина и был избран в Кнессет. В мае 2021 года он заявил, что проголосует против правительства, в состав которого войдет Мерец и/или Объединенный список (Joint List). После того, как Ямина присоединилась к коалиционному правительству, в которое входили Мерец и арабская партия РААМ, Шикли проголосовал против нового правительства на голосовании по его назначению 13 июня 2021 года.
23 июня 2021 года сообщалось, что Шикли проголосует за большинство законопроектов, предложенных коалиционным правительством, возглавляемым лидером партии Ямина Нафтали Беннетом.
В июле 2021 года Амихай Шикли проголосовал против Закона о гражданстве и въезде в Израиль, который не позволял палестинцам получать гражданство Израиля при вступлении в брак с израильтянами. В результате голосование закончилось ничьей 59:59, и закон не прошел.
Впоследствии Шикли голосовал против коалиции, в которую входила партия Ямина, в общей сложности 754 раза, регулярно голосуя вместе с оппозицией.
25 апреля 2022 года комиссия Кнессета по регламенту единогласно проголосовала за то, чтобы считать Амихая Шикли покинувшим фракцию Ямина.
В свете этого решения Шикли имел право баллотироваться в Кнессет 25 созыва только от новой партии, не представленной в Кнессете 24 созыва.
Правда, у Шикли оставалась возможность баллотироваться от партии Ликуд при условии, что он выйдет из Кнессета. Амихай Шикли воспользовался этой возможностью и ушел из Кнессета в июле 2022 года, чтобы баллотироваться от партии Ликуд в Кнессет 25 созыва. По результатам праймериз Амихай Шикли занял в списке Ликуда 14-е место.
Впоследствии Амихай Шикли был избран в Кнессет и приведен к присяге 29 декабря 2022 года. При формировании правительства Биньямина Нетаниягу Амихай Шикли был назначен на посты министра по делам диаспоры и министра по вопросам социального равенства. В соответствии с так называемым Норвежским законом Шикли сдал свой депутатский мандат.

## Отношения и мировоззрение
В 2023 году, Амихай Шикли заявил, что Палестинская администрация является «неонацистским образованием» и что необходимо «изучить альтернативы ее существованию».
Он обвинил бывшего премьер-министра Яира Лапида в том, что он «возглавил движение BDS» (Boycott, Divestment and Sanctions — Бойкот, Изоляция и Санкции).
Также Амихай Шикли назвал левую еврейскую организацию J Street «враждебной и наносящей ущерб интересам Государства Израиль», и обвинил еврейского филантропа Джорджа Сороса, одного из жертвователей этой организации, в «[финансировании] самых враждебных еврейскому народу и Государству Израиль организаций».

## Личная жизнь
Шикли женат на Хадасе, консультанте по вопросам образования в школе, и у них трое детей. Он является членом кибуца Хантон, где живет.